# 1906 en science
| Années de la science : 1903 - 1904 - 1905 - 1906 - 1907 - 1908 - 1909    |
| Décennies de la science : 1870 - 1880 - 1890 - 1900 - 1910 - 1920 - 1930 |

Cet article présente les faits marquants de l'année 1906 en science.

## Événements
- 21 février : dans un article intitulé The Constitution of the Interior of the Earth, as Revealed by Earthquakes lu devant la Société géologique de Londres, le géologue britannique Richard Dixon Oldham identifie les ondes sismiques « P » et « S » et en déduit que le centre de la terre, plus précisément le noyau, doit être liquide[1].

- 11 avril : début de la correspondance entre Sigmund Freud et Carl Gustav Jung (fin le 20 avril 1914)[2].

- 13 mai : la physicienne française Marie Curie est nommée le premier professeur féminin à la Sorbonne à Paris. Elle donne son premier cours le 5 novembre[3].

- 10 juin-10 juillet : expédition du duc des Abruzzes sur le Rwenzori[4].

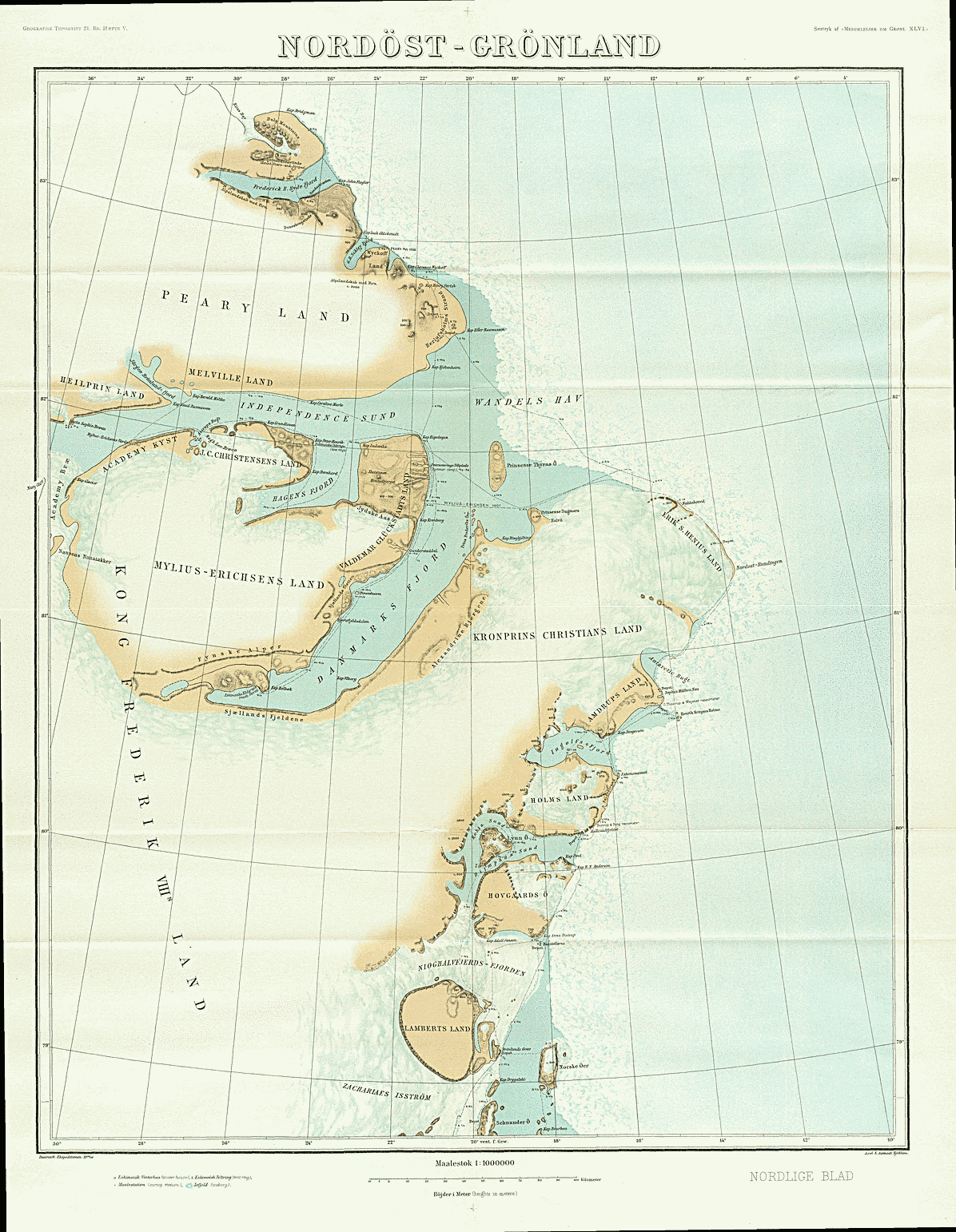
Carte du nord-est du Groenland dessinée par Johan Peter Koch grâce aux données de l'expédition Danmark.

- 13 août : l'expédition Danmark, parti de Copenhague le 24 juin, débarque sur l'île Koldewey, puis à Danmarkshavn sur la côte orientale du Groenland[5]. L’explorateur Ludvig Mylius-Erichsen et ses hommes partent en traineaux cartographier la côte nord-est. Il meurt aux environs de Lambert Land le 25 novembre 1907[6].

- 31 août : arrivée sur la côte pacifique de l'Alaska de l'expédition arctique du Norvégien Roald Amundsen parti d'Oslo sur le navire Gjøa le 16 juin 1903. Première navigation réussie du passage du Nord-Ouest[7].

- 3 novembre : adoption de la convention radiotélégraphique internationale lors de la première conférence internationale de télégraphie sans fil ouverte le 3 octobre à Berlin[8] ; vingt-sept États adoptent le SOS comme signal de détresse[9].

- Le physiologiste japonais Sunao Tawara découvre la fonction de conduction de l'influx électrique des fibres de Purkinje[10].
- Le botaniste russe Mikhail Tsvet utilise pour la première fois le terme « chromatographie », technique pour séparer les composés organiques, dans deux articles publiés dans le journal de la Société botanique allemande[11].
- Le chimiste autrichien  Paul Gelmo (en), assistant de Wilhelm Suida (de) synthétise le sulfanilamide, le premier sulfamide, molécule à l'origine du médicament antibactérien Prontosil (publié en 1908)[12],[13].

### Technologie

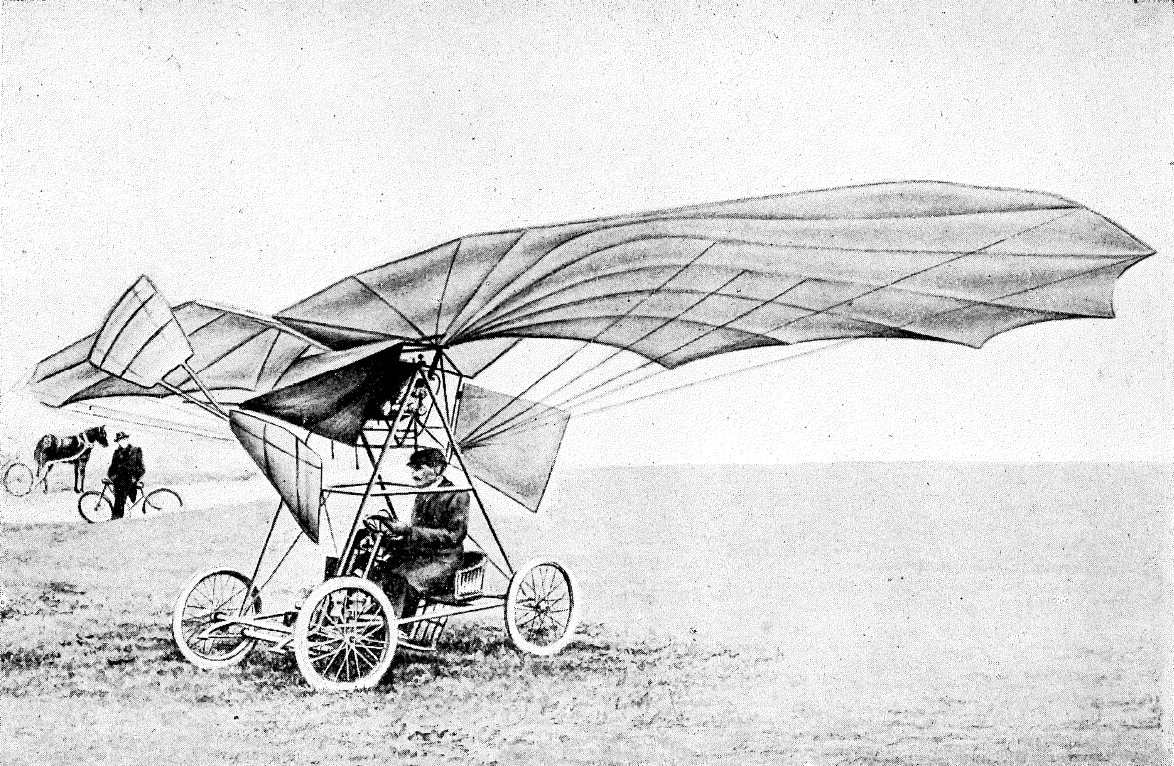
Le Vuia I en 1906.

- 18 mars : l'inventeur roumain Traian Vuia effectue un vol plus lourd que l'air autopropulsé de 12 mètres dans la plaine de Montesson[14].
- 26 et 27 juin : réunion constitutive à Londres de la Commission électrotechnique internationale (CEI), organisme de normalisation traitant des domaines de l'électricité, de l'électronique et des techniques connexes[15].
- 30 juillet : Gabriel Lippmann présente à l'Académie des Sciences son procédé  procédé de reproduction photographique des couleurs[16].

- 17 octobre : le physicien allemand Arthur Korn envoie un portrait par transmission télégraphique à plus de 1 800 km avec son Bildetelegraph[17].
- 14 décembre : un ingénieur de Siemens & Halske, Marcello Pirani, présente devant la Société allemande de physique un manomètre pour mesurer les très basses pressions, la jauge de Pirani[18].
- 24 décembre : le physicien canadien Reginald Fessenden réalise la toute première émission de radio de voix et de musique depuis le Massachusetts[19].

## Publications
- Sunao Tawara  : Le système conductif dans le cœur des mammifères.
- Première édition de l'atlas national du Canada.

## Prix
- Prix Nobel

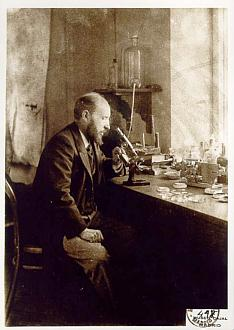
Santiago Ramón y Cajal

  - Physique : Sir Joseph John Thomson (conduction des gaz).
  - Chimie : Henri Moissan (français) (isolation du fluor et four à arc industriel).
  - Physiologie ou médecine : Camillo Golgi (Italien), Santiago Ramón y Cajal (Espagnol) (système nerveux)

- Médailles de la Royal Society
  - Médaille Copley : Ilya Metchnikov
  - Médaille Darwin : Hugo de Vries
  - Médaille Davy : Rudolph Fittig
  - Médaille Hughes : Hertha Ayrton
  - Médaille royale : Dukinfield Henry Scott, Alfred George Greenhill
  - Médaille Rumford : Hugh Longbourne Callendar

- Médailles de la Geological Society of London
  - Médaille Lyell : Frank Dawson Adams
  - Médaille Murchison : Charles Thomas Clough (en)
  - Médaille Wollaston : Henry Woodward

- Académie des sciences de Paris
  - Prix Lalande : R. G. Aitken et William Hussey pour leurs travaux sur les étoiles doubles
  - Médaille Janssen : Annibale Riccò pour ses travaux d'astronomie physique
  - Prix Francœur : Émile Lemoine pour ses travaux de géométrie
  - Prix Poncelet : M. Guichard pour ses travaux de géométrie
  - Prix Plumey : Pr. Stodola pour son ouvrage sur les turbines à vapeur
  - Prix Jules-Janssen (astronomie) : Edward Emerson Barnard
  - Prix Jean-Reynaud : Pierre Curie, à titre posthume, pour ses travaux sur la piézoélectricité et les propriétés des corps radioactifs.

- Médaille Bruce (astronomie) : Hermann Carl Vogel
- Médaille linnéenne : Alfred Merle Norman

## Naissances

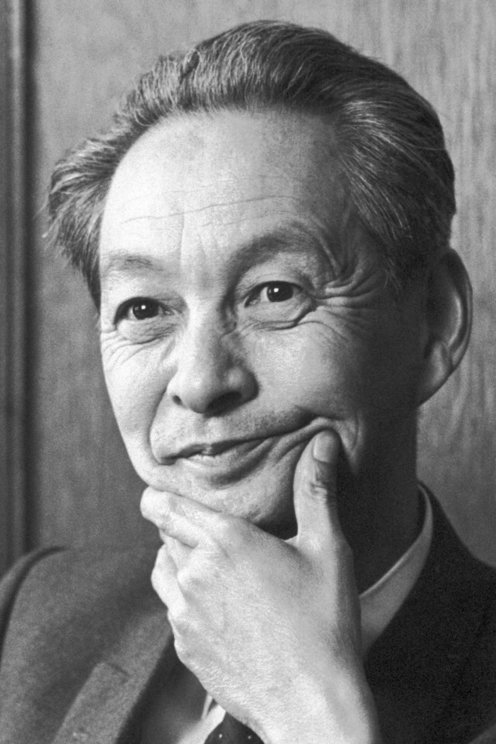
Sin-Itiro Tomonaga

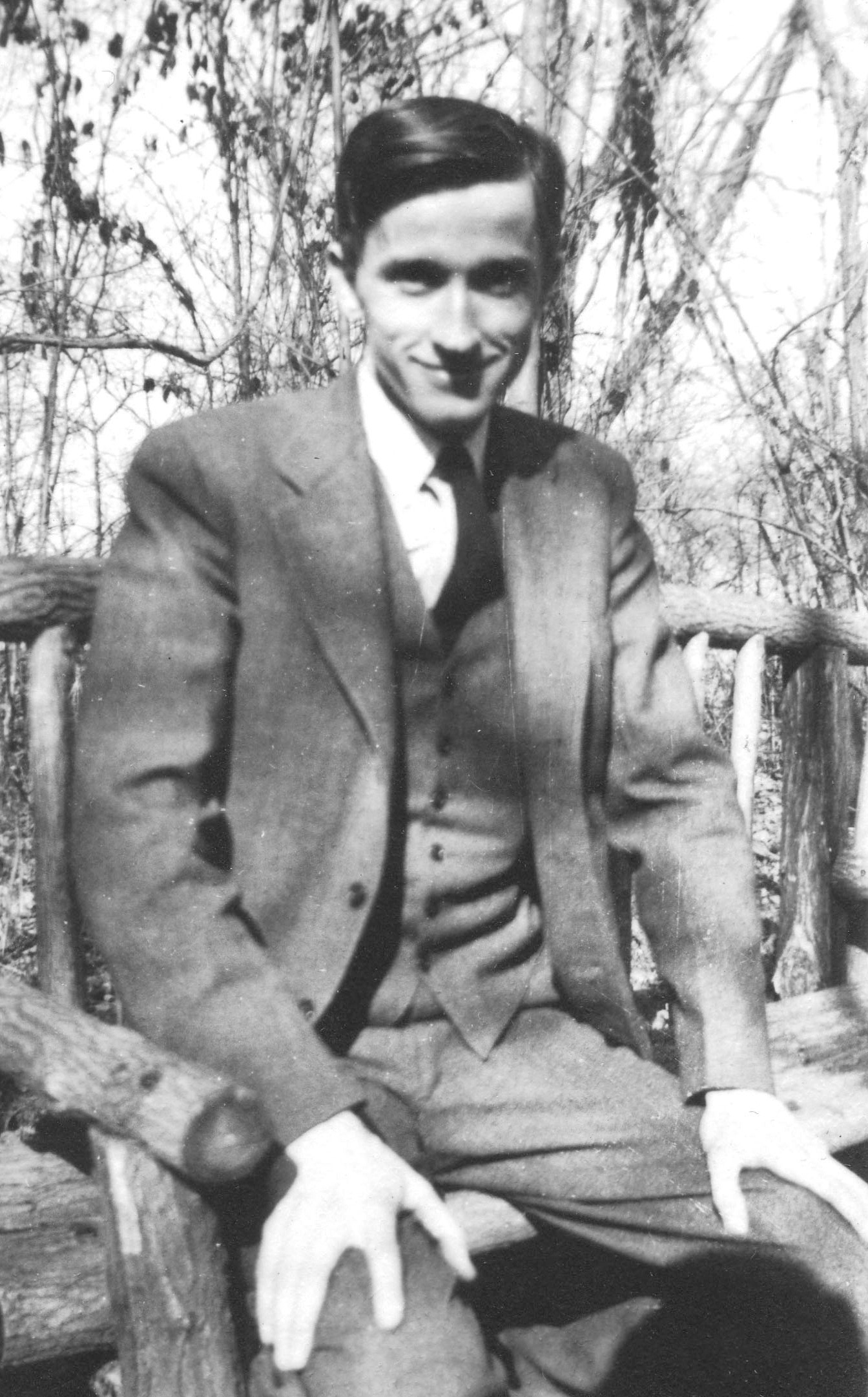
Max Delbrück

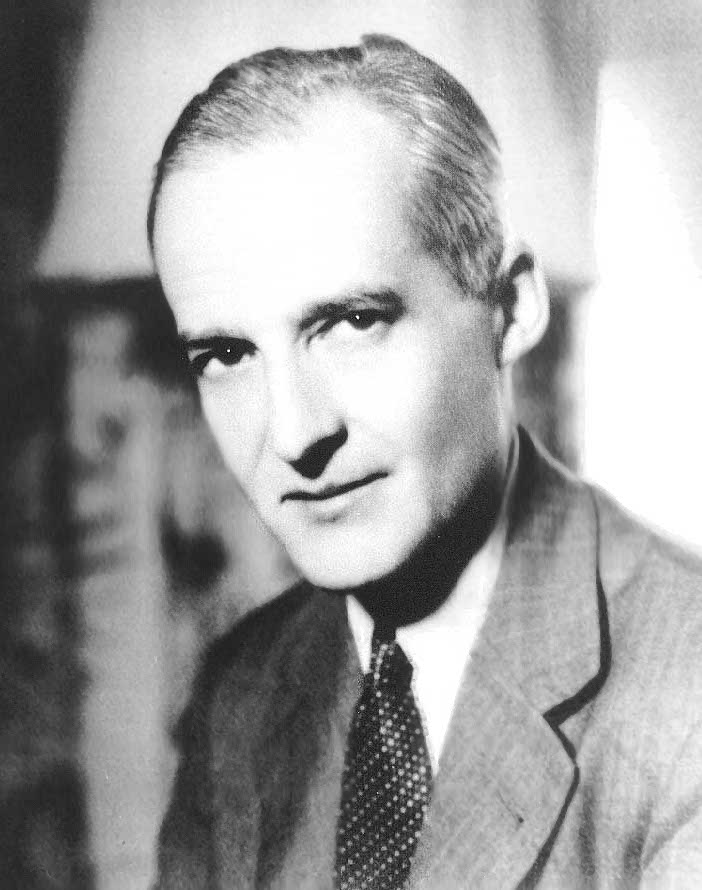
Luis Federico Leloir

- 3 janvier : William Wilson Morgan (mort en 1994), astronome américain.
- 6 janvier : George Ledyard Stebbins (mort en 2000), généticien et botaniste américain.
- 11 janvier : Albert Hofmann (mort en 2008), chimiste suisse. Il découvrtit le LSD en 1938.
- 19 janvier : Cyrias Ouellet (mort en 1994), chimiste québécois.

- 4 février :
  - Clyde William Tombaugh (d. 1997), astronome américain, découvreur de Pluton en 1930.
  - Nicholas Georgescu-Roegen (mort en 1994), mathématicien et économiste roumain.

- 31 mars : Sin-Itiro Tomonaga (mort en 1979), physicien japonais, prix Nobel de physique en 1965.

- 4 avril : Pierre Métais (mort en 1999), ethnologue français.
- 18 avril : Labib Habachi (mort en 1984), égyptologue égyptien.
- 22 avril : Stanisław Jaśkowski (mort en 1965), logicien polonais.
- 24 avril : Richard van der Riet Woolley (mort en 1986), astronome britannique.
- 25 avril : Meyer Fortes (mort en 1983), anthropologue britannique.
- 28 avril :
  - Bart Bok (mort en 1983), astronome néerlando-américain.
  - Hans Bethe (d. 2005), physicien américain d'origine allemande, Prix Nobel de physique en 1967.

- 9 mai : Nicholas Mayall (mort en 1993), astronome américain.
- 12 mai : William Maurice Ewing (mort en 1974), géophysicien et océanographe américain.
- 14 mai : André Glory (mort en 1966), archéologue, spéléologue et préhistorien français.
- 20 mai : Carl Ludvig Godske (mort en 1970), mathématicien et météorologue norvégien.
- 24 mai : Harry Hess (mort en 1969), officier de marine et géologue américain.

- 3 juin : Roy George Douglas Allen (mort en 1983), économiste, mathématicien et statisticien britannique.
- 15 juin : William Gordon Welchman (mort en 1985), mathématicien et cryptographe britannique.
- 17 juin :
  - Thomas George Cowling (mort en 1990), astronome britannique.
  - Samuel Wilks (mort en 1964), statisticien américain.
- 19 juin : Ernst Boris Chain (mort en 1979), biochimiste allemand naturalisé britannique, Prix Nobel de physiologie ou médecine en 1945.
- 28 juin :
  - Maria Goeppert-Mayer (morte en 1972), physicienne américaine d'origine allemande, prix Nobel de physique en 1963.
  - Benjamin Mazar (mort en 1995), historien et archéologue israélien.

- 4 juillet : Alexandre Lézine (mort en 1972), historien, architecte et archéologue français.
- 15 juillet : Henryk Zygalski (mort en 1978), mathématicien et cryptologue polonais.
- 23 juillet : Vladimir Prelog (mort en 1998), chimiste suisse-croate, prix Nobel de chimie en 1975.
- 14 août : Raymond Delatouche (mort en 2002), historien et agronome français.
- 19 août : Philo Farnsworth (d. 1971), inventeur américain du tube cathodique.
- 26 août : Albert Sabin (mort en 1993), médecin et chercheur américain.
- 4 septembre : Max Delbrück (d. 1981), biophysicien germano-américain, Prix Nobel de physiologie ou médecine en 1969.
- 6 septembre : Luis Federico Leloir (mort en 1987), biochimiste argentin, prix Nobel de chimie en 1970.
- 12 septembre :
  - Georges Posener (mort en 1988), égyptologue français.
  - Fred Eggan (mort en 1991), anthropologue américain.
- 24 septembre : Pol Swings (mort en 1983), astrophysicien et spectroscopiste belge.
- 25 septembre : Arturo Eduardo Burkart (mort en 1975), botaniste et ingénieur agronome argentin.

- 2 octobre : Willy Ley (mort en 1969), auteur scientifique américain d'origine allemande.
- 7 octobre : James E. Webb (mort en 1992), administrateur de la NASA de 1961 à 1968.
- 2 novembre : Bengt Edlén (mort en 1993), astrophysicien suédois.
- 3 novembre : Carl Benjamin Boyer (mort en 1976), historien des mathématiques américain.
- 5 novembre : Fred Lawrence Whipple (d. 2004), astronome américain.
- 18 novembre : George Wald (mort en 1997), biochimiste américain, prix Nobel de physiologie ou médecine en 1967.

- 5 décembre : Odette Teissier du Cros (morte en 1997), ethnologue française.
- 9 décembre : Grace Hopper (morte en 1992), informaticienne et amiral de la marine américaine.
- 23 décembre : Alice Kober (mort en 1950), professeur de lettres classiques et archéologue américaine.
- 25 décembre : Ernst August Friedrich Ruska (d. 1988), physicien allemand, Prix Nobel de physique en 1986.

- Richard Scott Perkin (mort en 1969), astronome américain.

## Décès

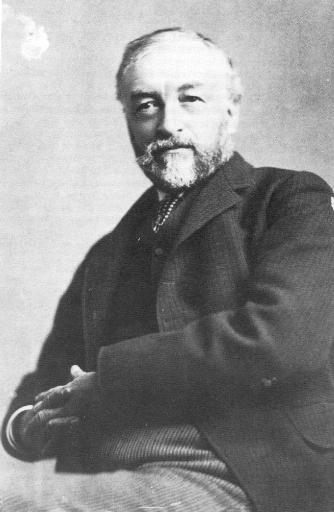
Samuel Pierpont Langley

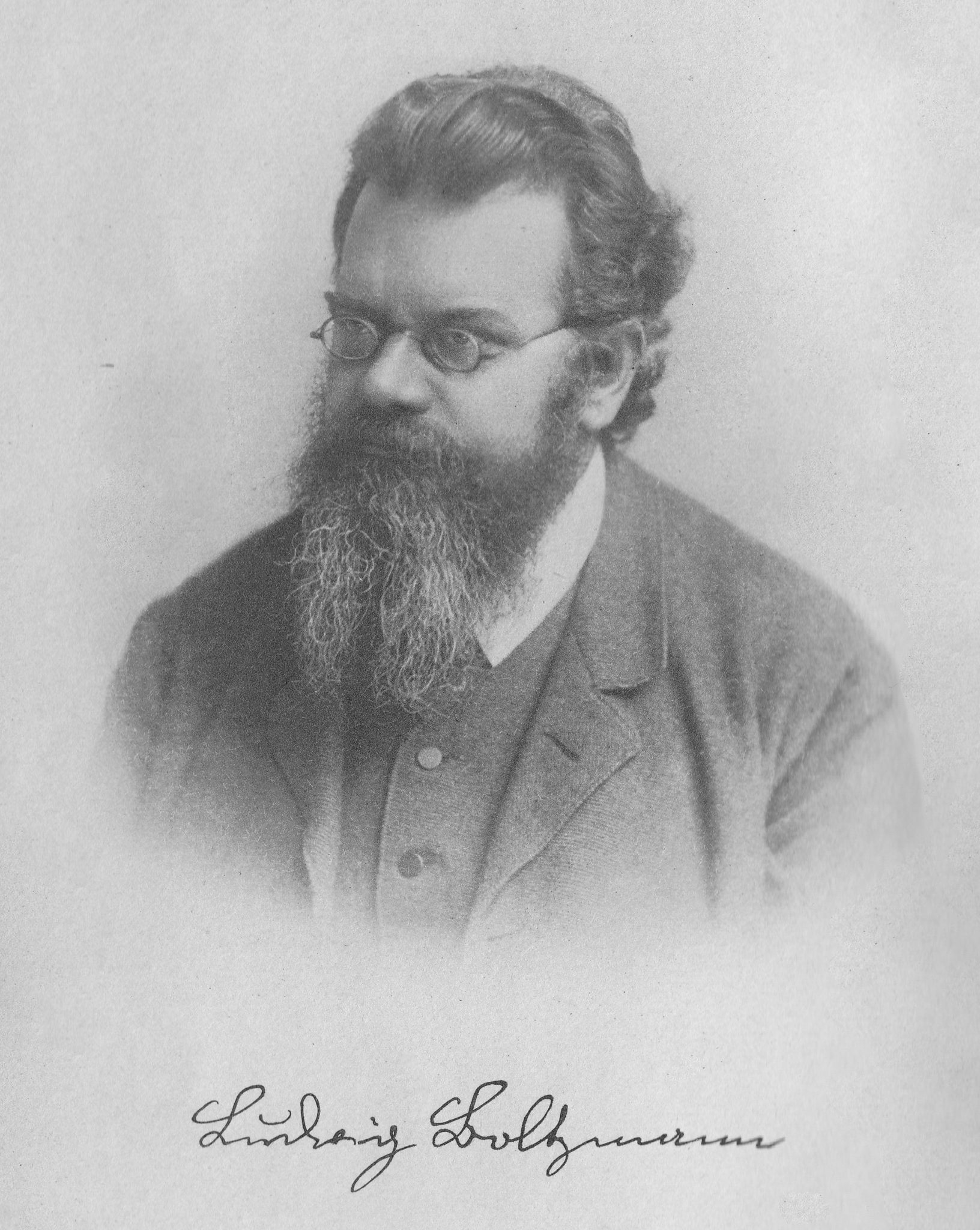
Ludwig Boltzmann

- 27 février : Samuel Pierpont Langley (né en 1834), physicien et astronome américain.

- 8 mars : Henry Baker Tristram (né en 1822), ecclésiastique, explorateur et ornithologue britannique.
- 15 mars : Césaire Phisalix (né en 1852), herpétologue français.
- 6 avril : Friedrich Hultsch (né en 1833), étruscologue et mathématicien allemand.
- 10 avril : Nathaniel Southgate Shaler (né en 1841), paléontologue et géologue américain.
- 11 avril : Joseph de Robillard de Beaurepaire (né en 1830), agronome et historien français.
- 13 avril : Walter Frank Raphael Weldon (né en 1860), zoologiste britannique.
- 19 avril : Pierre Curie (né en 1859), physicien français, prix Nobel de physique en 1903.
- 27 avril : Edwin Smith (né en 1822), égyptologue anglais.
- 4 mai : Eugène Renevier (né en 1831), géologue suisse.

- 5 juin : Édouard Piette (né en 1827), archéologue et préhistorien français.
- 14 juin : Georges Rayet (né en 1839), astronome français.
- 22 juin : Julius Wilbrand (né en 1839), chimiste allemand.

- 5 septembre : Ludwig Boltzmann (né en 1844), physicien autrichien.

- 18 octobre : Friedrich Konrad Beilstein (né en 1838), chimiste russe-allemand.
- 19 octobre : Charles Pfizer (né en 1824), chimiste allemand.

- 11 décembre : Amédée Mannheim (né en 1831), ingénieur, officier et mathématicien français.
- 14 décembre : Jean Abraham Chrétien Oudemans (né en 1827), astronome néerlandais.

- Gotlieb Ryf (né en 1839), agronome suisse.